# 건강보험정책심의위원회
대한민국의 건강보험정책심의위원회(건정심)는 건강보험 정책에 관련된 중요한 사안을 심의하고 결정하는데 필요한 자문 및 의결 기구이다. 보건복지부 장관의 지도하에 위원장과 25명의 구성원으로 구성되어 있다. 공익위원이 주로 정부의 입장을 대변하는 단체로 구성되고 있어, 실질적으로 정부 입장을 관철하기 유리하여, 비정상적인 의료수가 결정 과정이 문제로 지적되고 있다.

## 배경
2001년, 대한민국의 건강보험은 재정적인 문제로 인해 2조 4천억 원의 적자를 기록하였다. 이로 인해 건강보험은 재정위기에 직면하게 되었고, 진료비를 충당하기 위해 은행 차입금을 활용해야 하는 상황이었다. 이에 대응하기 위해 정부는 건강보험 재정위기를 극복하기 위한 종합적인 대책을 마련하였다. 정부는 재정위기에 대처하기 위해 보험재정 지출을 감소시키는 방안을 고려하였으며, 이를 위해 2002년 국민건강보험재정건전화특별법을 제정하였다. 이 법은 건강보험 재정의 건전화를 도모하기 위한 구체적인 조치들을 포함하고 있다. 이를 통해 건강보험 재정위기에 대한 대응력을 강화하고, 건강보험의 재정 건전성을 확보하려는 목적이 있다. 기존의 건강보험심의조정위원회가 건강보험정책심의위원회(건정심)로 개편되었고, 건정심은 건강보험재정의 수입･지출 간 상호 연계성을 강화하고 재정건전성을 확보 하기 위하여 건강보험료 및 요양급여비용에 관한 결정 권한을 갖게 되었다.

## 특징
건강보험정책심의위원회는 보건복지부 장관의 지도하에 위원장과 25명의 구성원으로 구성되어 있다. 위원장은 보건복지부 차관으로 임명되며, 부위원장은 보건복지부 장관이 임명 또는 위촉한 사람 중 위원장이 지명한다. 구성원은 공익, 사용자단체, 근로자단체 대표 등 다양한 이해관계자로 구성되어 있다. 이들 중 일부는 해당 단체가 추천한 후 임명 또는 위촉된다. 위원 구성은 근로자단체 및 사용자단체 추천으로 각각 2명, 시민단체, 소비자단체, 농어업인단체, 자영업자단체 추천으로 각각 1명, 의료계와 약업계를 대표하는 단체 추천으로 각각 8명, 기획재정부와 보건복지부 소속의 3급 공무원급 2명, 국민건강보험공단의 이사장 및 건강보험심사평가원의 원장이 추천하는 각각 1명, 건강보험 관련 분야의 4명의 공익 구성원으로 이루어져 있다. 그러나 공익위원이 주로 정부의 입장을 대변하는 단체로 구성되고 있어, 실질적으로는 정부 입장을 관철하기 유리하다. 이태수 참여연대 사회복지위원회 위원장은 다음과 같은 문제를 지적한다.
- 수가 결정 과정의 무력성: 공급자와 건강보험공단 간의 계약체결 과정에서 협상력이 제한적이어서 실질적인 협상이 이루어지지 않는다.
- 구성상의 모순: 건강보험심의위원회는 가입자, 공급자, 공익을 대등한 인원으로 구성되어 있지만, 건강보험의 속성 상 이러한 구성은 근본적인 관계를 무시하고 형식적인 균형만을 갖추게 된다.
- 공익의 결정력 과잉: 건강보험심의위원회는 가입자와 공급자 간의 견해차가 있을 때 공익에 의해 중재되는 구조이지만, 이로 인해 공익안이 상대적 이익을 갖는 한 쪽에 편향될 수 있다. 또한 공익으로 분류되는 인사들은 복지부의 의사를 대리하는 입지에 있으며, 진정한 공익을 대표하지 못할 수 있다.
- 공단의 역할 부재: 현재의 구조에서 건강보험공단은 보험자로서의 위치가 제한되고, 보험료 및 수가 결정에서도 제한된 역할을 수행하고 있다. 이로 인해 공단은 정부의 산하기관으로서의 입지를 벗어나지 못하고 있다.
- 구성권의 불균형: 가입자와 전문가의 구성은 정부에 의해 결정되어 정부가 구체적인 구성권을 갖게 되는 반면, 공급자단체는 자체 회원의 의견을 갖고 있는데 비해 가입자단체는 구성과정에서 전문성과 관심도가 고려되지 않아 제약을 받을 수 있다. 또한 전문가의 경우도 정부의 선택에 의해 결정되므로 위원회의 구성이 비민주적이고 합의기구로서의 의의를 상실할 수 있다.

정석훈(2012)의 경우, 다음과 같은 점을 지적한다.
- 공단 재정운영위원화와 건정심의 구성 및 기능의 문제: 건정심의 조정기능 부재 및 불공평한 위원 구성의 문제가 있다.
- 사실상의 징벌적 고시제 운영: 공단의 인상율을 공급자가 받아들이지 못하면, 건정심을 통해 패널티와 부대조건이 가해지는 사실상의 징벌적 고시제에 가깝다.
- 보험자와 의약계간의 정보 불균형: 건강보험공단과 건강보험심사평가원은 양질의 데이터를 보유하고 있는 반면, 의약계의 정보의 양에는 한계가 있어, 데이터를 의약계에 협조하는 것은 계약의 원칙상 매우 필요할 수 있음에도, 실제 그렇지 못하고 있는 점이다.
- 비정상적인 저수가 문제: 건강보험공단에서 정하는 인상율은 물가인상률이나 임금인상률 등의 상황을 전혀 반영하지 않은 낮은 수치이므로, 현실적인 수가 인상률로서 계약되어야 한다는 지적이 있다.
- 계약의 내용과 직접관련이 없는 부대조건 제시 문제: 수가계약과 직접관련이 없는 부대조건들이 포함되어 있으며, 특히, 현재의 구성에서는 공급자 이외의 다수에 의해 일방적으로 심의 및 의결되는 상황이므로, 의료공급자들은 그들의 의사와는 상관없이 부대조건을 강요받는 상황이 발생한다.